# 松下電器産業サッカー部
松下電器産業サッカー部（まつしたでんきさんぎょうサッカーぶ）は、かつて存在した日本のサッカークラブ。ヤンマーディーゼルサッカー部の選手が中心となり、松下電器産業（現パナソニック）のサッカー部として1980年に創部した。呼称は松下。日本プロサッカーリーグ（Jリーグ）所属のガンバ大阪の前身となったクラブである。

## 概要

### 創部
松下電器産業（現パナソニック）は野球部（1950年創部）、バスケットボール部（1951年創部）、バレーボール部（1952年創部）を既に有しており、サッカー部は4つ目のスポーツチームとして1980年に創部された。前年に活動を休止したヤンマークラブ（ヤンマーのBチーム）の監督だった水口洋次を初代監督として迎え、1980年4月7日に新チーム結成の記者会見が行われた。この記者会見時点ではまだゴールキーパーも在籍しておらず、所属選手の内訳はヤンマークラブからの移籍組が5人、新卒選手が6人、大商大クラブから山本浩靖、そして社内選手が1人だった。このときにヤンマークラブから加入したFW山口正信、枚方FC出身の新卒MF佐々木博和といった選手は、チームがJSL1部に昇格後もなお主力としてプレーした。

### 県、地域リーグ時代（1980年-1983年）
松下電器産業サッカー部は、できるだけ早くトップレベルに上り詰めるために、カテゴリ構成が少なくかつ強敵がいない奈良県リーグからのスタートを選んだ。創部1年目の1980年は奈良県2部リーグに参戦し優勝、1部へ昇格。翌1981年は奈良県1部リーグに優勝したものの、関西府県リーグ決勝大会と天皇杯の日程が重なったことが災いして、関西リーグ入れ替え戦の出場権を逃した。1982年は前年の反省から天皇杯よりも入れ替え戦を重視する姿勢で臨んだ。1982年12月26日に行われた関西府県リーグ決勝大会の決勝では北摂けまり団戦に1-0で勝利。1983年1月9日および16日に行われた関西リーグ最下位・三菱神戸との入れ替え戦に勝ち（1戦目1-0、2戦目0-0）関西リーグ昇格を決めた。
1983年の関西リーグでは1位となり、全国社会人選手権にも優勝した。全国地域リーグ決勝大会では横浜トライスターに次ぐ2位となり、JSL2部との入れ替え戦に進んだ。JSL2部9位の東邦チタニウムとの入れ替え戦に勝利して（1戦目2-1、2戦目0-0）創部6年目にしてJSL2部入りを決めた。

### JSL時代（1984年-1992年）
JSL2部昇格初年度となった1984年は3位にとどまり昇格を逃したが、1985年は優勝してJSL1部昇格を決めた。この年はFW山本浩靖がJSL2部得点王に輝いた。1986-87シーズンのJSL1部では降格圏内の11位に沈み、1年で2部に戻った。
1987年には大学からGK本並健治、DF島田貴裕、DF和田昌裕を獲得、かつてヤンマーでプレーしていたタイ人のビタヤ・ラオハクルがプレーイングコーチとして加わった。1987-88シーズンのJSL2部では2位に入り、1年でJSL1部復帰を決めた。このシーズン、元韓国代表の崔徳柱はJSL2部アシスト王になった。ビタヤの加入によって選手獲得は東南アジア路線がとられ、1980年代後半にはタイ代表DFナティ(en:Natee Thongsookkaew)、インドネシア代表FWリッキー(en:Ricky Yacobi)、タイ代表FWロナチャイ(en:Ronnachai Sayomchai)といった選手たちが在籍した。
1988-89シーズンは7位で残留し、和田昌裕が9アシストでアシスト王となった。1989-90シーズンは関西リーグ時代から在籍するFW永島昭浩が得点ランキング2位となる15ゴールを挙げベストイレブンに選出されたものの、チームの順位は10位に後退した。新加入FWリッキーの怪我、大商大から加入した日本代表MF池ノ上俊一がチームがフィットできなかったことなどが低迷の要因だった。
1990-91シーズンは初めて順位表の上半分となる12チーム中6位でシーズンを終えた。1990年度の天皇杯では決勝で日産自動車を下して、初めての主要タイトルを獲得した。試合は120分を終えてもスコアレスのまま、同大会決勝史上初めてとなるPK戦による決着だった。
1991年、創部以来監督を務めていた水口が取締役強化部長に回り、水口のヤンマー時代の同期でもある釜本邦茂を監督に迎えた。

## 略歴
- 1980年 : 創部。奈良県リーグに加盟。
- 1983年 : 関西サッカーリーグ優勝。
- 1984年 : JSL2部昇格。
- 1985年 : JSL2部優勝、JSL1部へ昇格。
- 1987年 : 1986-87シーズンJSL1部11位。JSL2部へ降格。
- 1988年 : 1987-88シーズンJSL2部2位。JSL1部へ昇格。
- 1990年 : 第70回天皇杯全日本サッカー選手権大会で優勝。
- 1992年 : ガンバ大阪への移行に伴って、サッカー部としての活動を終える。

## 成績
| 年度    | 所属         | 順位 | 勝点 | 勝 | 分 | 敗 | 得点 | 失点 | 監督     |
| ------- | ------------ | ---- | ---- | -- | -- | -- | ---- | ---- | -------- |
| 1980    | 奈良県2部    | 優勝 |      |    |    |    |      |      | 水口洋次 |
| 1981    | 奈良県1部    | 優勝 |      |    |    |    |      |      | 水口洋次 |
| 1982    | 奈良県1部    | 優勝 |      |    |    |    |      |      | 水口洋次 |
| 1983    | 関西         | 優勝 | 33   | 15 | 3  | 0  | 79   | 5    | 水口洋次 |
| 1984    | JSL2部       | 3位  | 22   | 8  | 6  | 4  | 25   | 19   | 水口洋次 |
| 1985    | JSL2部・西   | _    | 18   | 8  | 2  | 0  | 26   | 6    | 水口洋次 |
| 1985    | JSL2部・上位 | 優勝 | 14   | 5  | 4  | 1  | 11   | 7    | 水口洋次 |
| 1986-87 | JSL1部       | 11位 | 16   | 5  | 6  | 11 | 23   | 38   | 水口洋次 |
| 1987    | JSL2部・西   | _    | 25   | 11 | 3  | 0  | 51   | 7    | 水口洋次 |
| 1987    | JSL2部・上位 | 2位  | 20   | 9  | 2  | 3  | 24   | 8    | 水口洋次 |
| 1988-89 | JSL1部       | 7位  | 29   | 8  | 5  | 9  | 26   | 30   | 水口洋次 |
| 1989-90 | JSL1部       | 10位 | 19   | 4  | 7  | 11 | 24   | 31   | 水口洋次 |
| 1990-91 | JSL1部       | 6位  | 30   | 7  | 9  | 6  | 24   | 26   | 水口洋次 |
| 1991-92 | JSL1部       | 5位  | 29   | 7  | 8  | 7  | 25   | 27   | 釜本邦茂 |

## タイトル

### カップ戦
- 天皇杯：1回
  - 1990年
- 全国社会人サッカー選手権大会：1回
  - 1983年

### リーグ戦
- JSL2部：1回
  - 1985年
- 関西サッカーリーグ1部：1回
  - 1983年

## ガンバ大阪と異なる点
ガンバ大阪は吹田市などの大阪府北摂地域を拠点に活動しているが、松下サッカー部は当初奈良県へ拠点を置き、スタートも奈良県リーグからである。その後、活動拠点は大阪府枚方市へと移された。1983年10月、京都府田辺町（現：京田辺市）に練習グラウンドの田辺サッカー場が開場した。このグラウンドはガンバ大阪となった後も、1997年に万博記念公園内に練習場付きクラブハウスが建てられるまでのあいだ練習場として引き続き使用されていた。

## 松下電器産業サッカー部に所属した主な選手
- 佐々木博和
- 本並健治
- ビタヤ
- 久高友雄
- 永島昭浩
- 湯木英夫
- 桝本厚志
- 慶越雄二
- 肥塚一晃
- 梶居勝志
- 島田貴裕
- 和田昌裕
- 北浦重宏
- 倉橋克典
- 高祖和弘
- 斉藤敏明
- 林茂美
- 福田安和
- 山口正信
- 平野直樹
- 松島芳久
- 溝畑哲郎
- 美濃部直彦
- 池ノ上俊一
- 山本浩靖
- 奥出章弘
- ダリオ
- ランジェ
- ミューレル